# Tracy Spencer
Ne doit pas être confondu avec Spencer Tracy ou Tracie Spencer.
Tracy Freeman (née le 5 janvier 1952), plus connue sous le nom de Tracy Spencer, est une chanteuse d'Italo disco et actrice britannique, découverte par le producteur de disques et découvreur de talents italien Claudio Cecchetto. Née à Halifax, dans le Yorkshire de l'Ouest, elle est surtout connue pour la chanson Run to Me, qui a remporté l'édition 1986 du Festivalbar, et a été numéro 1 des charts italiens.

## Discographie

### Album studio
- 1987 : Tracy

### Singles
- 1986 : Run to Me
- 1986 : Love Is Like a Game
- 1987 : Take Me Back
- 1988 : Two to Tango Too / I Feel for You

## Filmographie
- 1984 : A tu per tu, réalisé par Sergio Corbucci
- 1984 : L'allenatore nel pallone, réalisé par Sergio Martino
- 1984 : Domani mi sposo, réalisé par Francesco Massaro